# Hrabstwo Bladen
Hrabstwo Bladen (ang. Bladen County) – hrabstwo w stanie Karolina Północna w Stanach Zjednoczonych.

## Geografia
Według spisu z 2000 roku obszar całkowity hrabstwa obejmuje powierzchnię 887 mil2 (2297,32 km²), z czego 875 mil2 (2266,24 km²) stanowią lądy, a 12 mil2 (31,08 km²) stanowią wody. Według szacunków United States Census Bureau w roku 2012 miało 34 915 mieszkańców. Jego siedzibą administracyjną jest Elizabethtown.

### Miasta
- Bladenboro
- Clarkton
- Dublin
- Elizabethtown
- East Arcadia
- Tar Heel
- White Lake

### CDP
- Butters
- Kelly
- White Oak

### Sąsiednie hrabstwa
- Hrabstwo Cumberland (północ)
- Hrabstwo Sampson (północny wschód)
- Hrabstwo Pender (południowy wschód)
- Hrabstwo Columbus (południe)
- Hrabstwo Robeson (zachód)